# Рейнах, Теодор
Теодор Рейнах (или Рейнак фр. Théodore Reinach; 1860—1928) — французский археолог, математик, историк, гебраист, нумизмат, филолог, музыковед

, юрист, адвокат, публицист, редактор, политик, переводчик и общественный деятель, брат Жозефа и Саломона Рейнахов, племянник Жака де Рейнаха.

## Биография
Теодор Рейнах родился 3 июля 1860 года в Сен-Жермен-ан-Ле в еврейской семье. Учился в лицее Кондорсе, затем в Практической школе высших исследований и в Парижском институте политических исследований. Получив степень доктора юридических и филологических наук, Т. Рейнах с 1881 по 1886 год занимался в Париже адвокатской деятельностью.
В 1890 году Теодор Рейнах был командирован в город Константинополь с научными археологическими целями и успешно справился с возложенными на него задачами.
С 1888 по 1907 года он был главным редактором «Revue des études grecques». С 1894 по 1901 год он читал курс древней нумизматики при филологическом факультете в Высшей школе социальных наук в Париже, где ранее учился сам.
Как член правления Общества еврейских исследований (Société des études juives), Pейнах принимал участие в издаваемом обществом журнале «Revue des études juives», где в течение многих лет вёл годичные отчеты о трудах по гебраистике. Кроме того, он поместил в этот журнал много археологических и исторических исследований, касающихся еврейства в эпоху Греции и Рима. Он также перевёл на французский язык (с примечаниями) сочинение Иосифа Флавия.
С 1903 года Рейнах состоял профессором в Парижской школе высших социальных наук, где читал студентам историю религий. Принимал активное участие в политической жизни Франции: с 1906 года состоял членом палаты депутатов от блока левых и участником ряда парламентских комиссий.
С 1906 года состоял директором «Gazette des beaux-arts». Музыкальный словарь Римана писал, что Рейнах «один из самых деятельных писателей в области греческой музыки». Также состоял свободным членом Французской академии надписей и изящных наук, председателем общества лингвистов и общества имени Моле-Токвиль.
Теодор Рейнах умер 28 октября 1928 года в городе Париже.

## Труды
Из трудов Рейнаха наиболее известны:
- «Histoire des Israélites dépuis leur dispersion jusqu’à nos jours», 1885, 3-е изд., 1903;
- «Les Monnaies Juives», 1887;
- «Recueil des inscriptions juridiques grecques», 1890—1904;
- «Textes d’auteurs grecs et romains relatifs au judaïsme», 1895[10][14].

Совместно с Эйхталем он написал этюд о псевдо-аристотелевых музыкальных проблемах («Revue des études grecques», 1892).